# Eddie LeBaron
Edward Wayne LeBaron, Jr. (San Rafael, California, 7 de enero de 1930 - Stockton, California, 1 de abril de 2015) fue un jugador de fútbol americano. Jugó como quarterback en los años 1950 y a comienzos de la década de 1960 en la National Football League con los Washington Redskins y los Dallas Cowboys.

## Carrera temprana
LeBaron se graduó de la escuela Oakdale High School en Oakdale, California, y fue a estudiar al College of the Pacific (ahora conocido como University of the Pacific).  Jugó ahí de 1946 a 1949, siendo seleccionado como All-America en 1949 tras llevar a su equipo universitario a una campaña invicta. Fue un jugador de los conocidos como two-way, o de 60 minutos, ya que jugó como quarterback en el equipo ofensivo, safety en el equipo defensivo y punter en los equipos especiales.

## Servicio militar
Después de graduarse de la universidad, LeBaron jugó en dos partidos de exhibición, pero fue llamado al servicio activo después del comienzo de la guerra de Corea en agosto de 1950. Sirvió como teniente en los Marines durante nueve meses en Corea (siete de ellos en el frente). Participó en algunas de las más sangrientas batallas de esa guerra, siendo herido en acción en dos ocasiones y recibiendo dos Corazones Púrpuras. Por sus acciones heroicas en el frente de batalla, fue galardonado con la Estrella de Bronce. Debido a su escasa estatura (1.70 m.) y a su capacidad de liderazgo por su servicio militar, se le llamaba el "Pequeño General".

### Condecoraciones
- Estrella de Bronce
- Corazón Púrpura (2)

## Carrera profesional
LeBaron fue seleccionado en la 10.ª ronda del draft de 1950 por los Washington Redskins y jugó con ellos hasta 1959, con la excepción del año de 1954 cuando jugó para la Canadian Football League con los Calgary Stampeders porque su entrenador universitario (Larry Siemering) estaba en ese equipo.  Fue el quarterback titular de los Dallas Cowboys en los primeros cuatro años de vida de la franquicia en la NFL (de 1960 a 1963). Fue seleccionado al Pro Bowl en cuatro ocasiones (1955, 1957, 1958 y 1962), y terminó como el líder pasador de la liga en 1958. Se retiró del emparrillado en 1963.

## Después del retiro
LeBaron se convirtió en locutor de fútbol americano para la cadena CBS al terminar su carrera en la NFL. Obtuvo una Licenciatura en Derecho cuando actuaba como profesional, y ejerció de abogado después de su carrera en el fútbol americano. Fue Gerente General de los Atlanta Falcons de 1977 a 1982 y Vicepresidente de 1983 a 1985.  LeBaron era un ávido jugador de golf y lo practicaba.
Fue honrado como uno de los mejores jugadores en la historia de Washington, pero su mayor honor es haber sido seleccionado como miembro del Salón de la Fama del Fútbol Americano Universitario en 1980.